# نانموکو، گونما
نانموکو، گونما (به لاتین: Nanmoku, Gunma) یک منطقهٔ مسکونی در ژاپن است که در استان گونما واقع شده‌است. نانموکو ۱۱۸٫۸۳ کیلومترمربع مساحت و ۲٬۰۲۵ نفر جمعیت دارد.